# Michael Pupin
Mihajlo Idvorski Pupin (4. října 1854 – 12. března 1935) známý též jako Michael I. Pupin byl srbský fyzik a vynálezce, který pocházel z Rakouska-Uherska. Emigroval do USA, kde vystudoval fyziku na Columbijské univerzitě. V roce 1889 získal doktorát Berlínské univerzity. Na Columbijské univerzitě vyučoval 40 let (z toho 30 jako profesor elektromechaniky). Michael Pupin vylepšil kvalitu telefonování a telegrafního přenosu na dlouhé vzdálenosti. Je po něm pojmenován malý impaktní kráter Pupin na přivrácené straně Měsíce.

## Ocenění díla
- V roce 1928 mu byl udělen čestný titul doktora technických věd (dr. h. c.) Českého vysokého učení technického v Praze[3]